# Chloropsis
Chloropsis é um género de ave da família Chloropseidae.

## Espécies
Este género contém as seguintes espécies:
- Chloropsis cyanopogon
- Chloropsis flavipennis
- Chloropsis kinabaluensis
- Chloropsis media
- Chloropsis palawanensis
- Chloropsis sonnerati
- Chloropsis venusta